# 시즈오카현 제8구
시즈오카현 제8구(静岡県 第8区)는 일본의 중의원 선거구이다. 1994년 공직선거법으로 신설되었다.

## 지역
2024년 1월 개편 후
- 하마마쓰시
  - 주오구 (하마마쓰시)

2024년 1월 1일 재편 전
- 하마마쓰시
  - 나카구 (하마마쓰시) 일부
  - 히가시구 (하마마쓰시)
  - 미나미구 (하마마쓰시) 일부